# فردوس برین
فردوس برین نام باغی بود در قلعه الموت که حسن صباح و پیروانش در آنجا اقامت داشتند.